# Reichstagswahlkreis Fürstentum Lippe

Die Wahlkreisaufteilung des Deutschen Reichs.

Der Reichstagswahlkreis Fürstentum Lippe war ein Wahlkreis für die Reichstagswahlen im Deutschen Reich und im Norddeutschen Bund von 1867 bis 1918.

## Wahlkreiszuschnitt
Der Wahlkreis umfasste das Fürstentum Lippe.
| Jahr | Einwohner |
| ---- | --------- |
| 1890 | 128.495   |
| 1895 | 134.854   |
| 1900 | 138.952   |
| 1905 | 145.577   |
| 1910 | 150.937   |

|      | Landwirtschaft | Industrie und Gewerbe | Handel und Dienstleistungen |
| ---- | -------------- | --------------------- | --------------------------- |
| 1895 | 54,7           | 32,1                  | 13,2                        |
| 1907 | 48,4           | 36,9                  | 14,7                        |

|      | Evangelisch | Katholisch |
| ---- | ----------- | ---------- |
| 1890 | 95,8        | 3,4        |
| 1905 | 95,6        | 3,8        |
| 1910 | 95,4        | 3,9        |

## Abgeordnete
| Wahl                                | Abgeordneter                         | Partei                         | Bild |
| ----------------------------------- | ------------------------------------ | ------------------------------ | ---- |
| Reichstagswahl Februar 1867         | Alexander von Oheimb                 | Konservative Partei            |      |
| Reichstagswahl August 1867 bis 1878 | Franz Hausmann († 30. Dezember 1877) | Fortschrittspartei             |      |
| Ersatzwahl 1878                     | Wilhelm Büxten bis 1887              | Fortschrittspartei             |      |
| Reichstagswahl 1887                 | Johann Heinrich von Lengerke         | NLP                            |      |
| Reichstagswahl 1890                 | Louis Wilhelm Uhlendorff             | DFP                            | 0    |
| Reichstagswahl 1893                 | August Riekehof-Böhmer               | Konservativ/BdL                |      |
| Reichstagswahl 1898 bis 1907        | Wilhelm Meier-Jobst                  | Freisinn/Fortschritt           |      |
| Reichstagswahl 1907 bis 1918        | Adolf Neumann-Hofer                  | Lippische Liberale Volkspartei |      |

## Wahlen

### Reichstagswahl Februar 1867
Bei der Reichstagswahl Februar 1867 fand nur ein Wahlgang statt. Die Zahl der abgegebenen Stimmen betrug 14.779.
| Kandidat             | Partei              | Stimmen | in %   | Anmerkungen |
| -------------------- | ------------------- | ------- | ------ | ----------- |
| Franz Hausmann       | Fortschrittspartei  | 5889    | 39,8 % | 0           |
| Alexander von Oheimb | Konservative Partei | 8571    | 58,0 % | 0           |
| Sonstige             | 0                   | 226     | 1,5 %  | 0           |

### Reichstagswahl August 1867
Bei der Reichstagswahl August 1867 fand nur ein Wahlgang statt. Die Zahl der abgegebenen Stimmen betrug 4.312.
| Kandidat       | Partei                          | Stimmen | in %   | Anmerkungen |
| -------------- | ------------------------------- | ------- | ------ | ----------- |
| Franz Hausmann | Fortschrittspartei              | 2342    | 54,3 % | 0           |
| Rosen          | freikonservativ/nationalistisch | 1956    | 45,7 % | 0           |
| Sonstige       | 0                               | 226     | 1,5 %  | 0           |

### Reichstagswahl 1871
Bei der Reichstagswahl 1871 fand nur ein Wahlgang statt. Die Zahl der Wahlberechtigten betrug 23.407, die Zahl der abgegebenen Stimmen betrug 12.452. Die Wahlbeteiligung lautete 53,2 %. Es gab 150 ungültige Stimmen
| Kandidat       | Partei             | Stimmen | in %   | Anmerkungen |
| -------------- | ------------------ | ------- | ------ | ----------- |
| Franz Hausmann | Fortschrittspartei | 9231    | 74,1 % | 0           |
| Steneberg      | NLP                | 1383    | 11,1 % | 0           |
| Thelemann      | konservativ        | 1678    | 13,5 % | 0           |

### Reichstagswahl 1874
Bei der Reichstagswahl 1874 fand nur ein Wahlgang statt. Die Zahl der Wahlberechtigten betrug 23.764, die Zahl der abgegebenen Stimmen betrug 14.703. Die Wahlbeteiligung lautete 61,9 %. Es gab 155 ungültige Stimmen
| Kandidat         | Partei             | Stimmen | in %   | Anmerkungen |
| ---------------- | ------------------ | ------- | ------ | ----------- |
| Franz Hausmann   | Fortschrittspartei | 10.756  | 73,2 % | 0           |
| Schürenberg      | NLP                | 1809    | 12,3 % | 0           |
| Wilhelm Schemmel | konservativ        | 2113    | 14,4 % | 0           |

### Reichstagswahl 1877
Bei der Reichstagswahl 1877 fand nur ein Wahlgang statt. Die Zahl der Wahlberechtigten betrug 24.329, die Zahl der abgegebenen Stimmen betrug 13.869. Die Wahlbeteiligung lautete 57,0 %. Es gab 81 ungültige Stimmen
| Kandidat                     | Partei             | Stimmen | in %   | Anmerkungen |
| ---------------------------- | ------------------ | ------- | ------ | ----------- |
| Franz Hausmann               | Fortschrittspartei | 8374    | 60,4 % | 0           |
| Johann Heinrich von Lengerke | NLP                | 3355    | 24,2 % | 0           |
| Wilhelm Schemmel             | konservativ        | 2116    | 15,2 % | 0           |

### Ersatzwahl 1878
Bei der Ersatzwahl 1878 fand nur ein Wahlgang statt. Die Zahl der Wahlberechtigten betrug 25.211, die Zahl der abgegebenen Stimmen betrug 10.198. Die Wahlbeteiligung lautete 40,4 %. Es gab 83 ungültige Stimmen
| Kandidat                     | Partei             | Stimmen | in %   | Anmerkungen |
| ---------------------------- | ------------------ | ------- | ------ | ----------- |
| Wilhelm Büxten               | Fortschrittspartei | 5860    | 57,5 % | 0           |
| Johann Heinrich von Lengerke | NLP                | 1923    | 18,8 % | 0           |
| Wilhelm Schemmel             | konservativ        | 2366    | 23,2 % | 0           |

### Reichstagswahl 1878
Bei der Reichstagswahl 1878 fand nur ein Wahlgang statt. Die Zahl der Wahlberechtigten betrug 25.214, die Zahl der abgegebenen Stimmen betrug 9.521. Die Wahlbeteiligung lautete 37,8 %. Es gab 58 ungültige Stimmen
| Kandidat         | Partei             | Stimmen | in %   | Anmerkungen |
| ---------------- | ------------------ | ------- | ------ | ----------- |
| Wilhelm Büxten   | Fortschrittspartei | 5148    | 54,1 % | 0           |
| Falk             | NLP                | 836     | 8,8 %  | 0           |
| Wilhelm Schemmel | konservativ        | 3404    | 35,8 % | 0           |

### Reichstagswahl 1881
Bei der Reichstagswahl 1881 fanden zwei Wahlgänge statt. Die Zahl der Wahlberechtigten betrug 25.171, die Zahl der abgegebenen Stimmen betrug im ersten Wahlgang 9.667. Die Wahlbeteiligung lautete 38,4 %. Es gab 62 ungültige Stimmen
| Kandidat                     | Partei             | Stimmen | in %   | Anmerkungen |
| ---------------------------- | ------------------ | ------- | ------ | ----------- |
| Wilhelm Büxten               | Fortschrittspartei | 4752    | 49,2 % | 0           |
| Johann Heinrich von Lengerke | NLP                | 777     | 8,0 %  | 0           |
| Wilhelm Schemmel             | konservativ        | 3922    | 40,6 % | 0           |

Die Zahl der abgegebenen Stimmen betrug in der Stichwahl 15.173. Die Wahlbeteiligung lautete 60,3 %. Es gab 38 ungültige Stimmen
| Kandidat         | Partei             | Stimmen | in %   | Anmerkungen |
| ---------------- | ------------------ | ------- | ------ | ----------- |
| Wilhelm Büxten   | Fortschrittspartei | 9242    | 60,9 % | 0           |
| Wilhelm Schemmel | konservativ        | 5931    | 39,1 % | 0           |

### Reichstagswahl 1884
Bei der Reichstagswahl 1884 fand nur ein Wahlgang statt. Die Zahl der Wahlberechtigten betrug 25.144, die Zahl der abgegebenen Stimmen betrug 11.031. Die Wahlbeteiligung lautete 43,9 %. Es gab keine ungültige Stimmen
| Kandidat         | Partei             | Stimmen | in %   | Anmerkungen |
| ---------------- | ------------------ | ------- | ------ | ----------- |
| Wilhelm Büxten   | Fortschrittspartei | 5847    | 53,0 % | 0           |
| Wilhelm Schemmel | konservativ        | 4906    | 44,5 % | 0           |
| 0                | Sonstige           | 221     | 2,0 %  | 0           |

### Reichstagswahl 1887
Bei der Reichstagswahl 1887 fanden zwei Wahlgänge statt. Die Zahl der Wahlberechtigten betrug 26.090, die Zahl der abgegebenen Stimmen betrug im ersten Wahlgang 21.244. Die Wahlbeteiligung lautete 81,4 %. Es gab 43 ungültige Stimmen.
| Kandidat                     | Partei             | Stimmen | in %   | Anmerkungen |
| ---------------------------- | ------------------ | ------- | ------ | ----------- |
| Wilhelm Büxten               | Fortschrittspartei | 6717    | 31,6 % | 0           |
| Johann Heinrich von Lengerke | NLP                | 9561    | 45,0 % | 0           |
| Wilhelm Schemmel             | konservativ        | 4604    | 21,7 % | 0           |
| Kerll                        | SPD                | 359     | 1,7 %  | 0           |

Die Zahl der abgegebenen Stimmen betrug in der Stichwahl 21.429. Die Wahlbeteiligung lautete 82,1 %. Es gab 40 ungültige Stimmen.
| Kandidat                     | Partei             | Stimmen | in %   | Anmerkungen |
| ---------------------------- | ------------------ | ------- | ------ | ----------- |
| Wilhelm Büxten               | Fortschrittspartei | 8376    | 39,1 % | 0           |
| Johann Heinrich von Lengerke | NLP                | 13.053  | 60,9 % | 0           |

### Reichstagswahl 1890
Bei der Reichstagswahl 1890 fand nur ein Wahlgang statt. Die Zahl der Wahlberechtigten betrug 27.357, die Zahl der abgegebenen Stimmen betrug 20.539. Die Wahlbeteiligung lautete 75,1 %. Es gab 48 ungültige Stimmen. 
| Kandidat                   | Partei      | Stimmen | in %   | Anmerkungen |
| -------------------------- | ----------- | ------- | ------ | ----------- |
| Otto Weerth                | NLP         | 2550    | 12,4 % | 0           |
| Louis Wilhelm Uhlendorff   | DFP         | 11.868  | 57,8 % | 0           |
| Hugo Samuel von Richthofen | konservativ | 4575    | 22,3 % | 0           |
| Alwin Kerrl                | SPD         | 1533    | 7,5 %  | 0           |

### Reichstagswahl 1893
Bei der Reichstagswahl 1893 fand nur ein Wahlgang statt. Die Zahl der Wahlberechtigten betrug 27.925, die Zahl der abgegebenen Stimmen betrug 12.966. Die Wahlbeteiligung lautete 46,4 %. Es gab 35 ungültige Stimmen.
| Kandidat                 | Partei          | Stimmen | in %   | Anmerkungen |
| ------------------------ | --------------- | ------- | ------ | ----------- |
| August Riekehof-Böhmer   | Konservativ/BdL | 7173    | 55,3 % | 0           |
| Louis Wilhelm Uhlendorff | DFP             | 4577    | 35,3 % | 0           |
| Leopold Schnitger        | SPD             | 1533    | 7,5 %  | 0           |

### Reichstagswahl 1898
Bei der Reichstagswahl 1898 fanden zwei Wahlgänge statt. Die Zahl der Wahlberechtigten betrug 29.096, die Zahl der abgegebenen Stimmen betrug im ersten Wahlgang 11.013. Die Wahlbeteiligung lautete 37,8 %. Es gab keine ungültige Stimmen.
| Kandidat                  | Partei                          | Stimmen | in %   | Anmerkungen           |
| ------------------------- | ------------------------------- | ------- | ------ | --------------------- |
| Wilhelm Schemmel          | konservativ                     | 3351    | 30,4 % | 0                     |
| Ferdinand Wallbrecht      | NLP                             | 2127    | 19,3 % | 0                     |
| Wilhelm Meier-Jobst       | Freisinn/Fortschritt            | 3142    | 28,5 % | 0                     |
| Ernst Lieber              | Zentrum                         | 326     | 3,0 %  | 0                     |
| Bunte                     | SPD                             | 1973    | 17,9 % | Kaufmann in Bielefeld |
| Liebermann von Sonnenberg | Christlich-Sozial/Antisemitisch | 80      | 0,7 %  | 0                     |
| Sonstige                  | 0                               | 14      | 0,0 %  | 0                     |

Die Zahl der abgegebenen Stimmen betrug in der Stichwahl 12.433. Die Wahlbeteiligung lautete 42,7 %. Es gab 64 ungültige Stimmen.
| Kandidat            | Partei               | Stimmen | in %   | Anmerkungen |
| ------------------- | -------------------- | ------- | ------ | ----------- |
| Wilhelm Schemmel    | konservativ          | 5175    | 41,6 % | 0           |
| Wilhelm Meier-Jobst | Freisinn/Fortschritt | 7258    | 58,4 % | 0           |

### Reichstagswahl 1893
Bei der Reichstagswahl 1893 fanden zwei Wahlgänge statt. Die Zahl der Wahlberechtigten betrug 30.902, die Zahl der abgegebenen Stimmen betrug im ersten Wahlgang 14.727. Die Wahlbeteiligung lautete 47,6 %. Es gab keine 52 Stimmen.
| Kandidat                  | Partei                         | Stimmen | in %   | Anmerkungen |
| ------------------------- | ------------------------------ | ------- | ------ | ----------- |
| Trevert                   | konservativ                    | 3612    | 24,5 % | 0           |
| Wilhelm Meier-Jobst       | Freisinn                       | 4103    | 27,9 % | 0           |
| Adolf Neumann-Hofer       | Lippische Liberale Volkspartei | 2897    | 18,7 % | 0           |
| Franz Graf von Ballestrem | Zentrum                        | 383     | 2,6 %  | 0           |
| Clemens Becker            | SPD                            | 3719    | 25,2 % | 0           |
| Sonstige                  | 0                              | 13      | 0,0 %  | 0           |

Die Zahl der abgegebenen Stimmen betrug in der Stichwahl 12.871. Die Wahlbeteiligung lautete 41,6 %. Es gab 125 ungültige Stimmen.
| Kandidat            | Partei   | Stimmen | in %   | Anmerkungen |
| ------------------- | -------- | ------- | ------ | ----------- |
| Wilhelm Meier-Jobst | Freisinn | 8672    | 67,4 % | 0           |
| Clemens Becker      | SPD      | 4199    | 32,6 % | 0           |

### Reichstagswahl 1907
Bei der Reichstagswahl 1907 fanden zwei Wahlgänge statt. Die Zahl der Wahlberechtigten betrug 33.413, die Zahl der abgegebenen Stimmen betrug im ersten Wahlgang 27.103. Die Wahlbeteiligung lautete 81,1 %. Es gab keine 64 Stimmen.
| Kandidat                     | Partei                         | Stimmen | in %   | Anmerkungen |
| ---------------------------- | ------------------------------ | ------- | ------ | ----------- |
| August Riekehof-Böhmer       | konservativ                    | 6495    | 24,0 % | 0           |
| Adolf Neumann-Hofer          | Lippische Liberale Volkspartei | 9839    | 36,3 % | 0           |
| Karl Ernst Wilhelm Heynemann | Freisinn                       | 5000    | 18,4 % | 0           |
| Clemens Becker               | SPD                            | 5756    | 21,2 % | 0           |

Die Zahl der abgegebenen Stimmen betrug in der Stichwahl 26.670. Die Wahlbeteiligung lautete 79,8 %. Es gab 243 ungültige Stimmen.
| Kandidat               | Partei                         | Stimmen | in %   | Anmerkungen |
| ---------------------- | ------------------------------ | ------- | ------ | ----------- |
| August Riekehof-Böhmer | konservativ                    | 10.462  | 39,2 % | 0           |
| Adolf Neumann-Hofer    | Lippische Liberale Volkspartei | 16.208  | 60,8 % | 0           |

### Reichstagswahl 1912
Bei der Reichstagswahl 1912 fanden zwei Wahlgänge statt. Die Zahl der Wahlberechtigten betrug 34.648, die Zahl der abgegebenen Stimmen betrug im ersten Wahlgang 28.722. Die Wahlbeteiligung lautete 82,9 %. Es gab keine 64 Stimmen.
| Kandidat            | Partei                                  | Stimmen | in %   | Anmerkungen                |
| ------------------- | --------------------------------------- | ------- | ------ | -------------------------- |
| Kuhlman             | Wirtschaftliche Vereinigung/konservativ | 7663    | 26,7 % | Bürstenfabrikant aus Lemgo |
| Adolf Neumann-Hofer | Lippische Liberale Volkspartei          | 13.155  | 45,9 % | 0                          |
| Clemens Becker      | SPD                                     | 7814    | 27,3 % | 0                          |
| Sonstige            | 0                                       | 27      | 0,0 %  | 0                          |

Die Zahl der abgegebenen Stimmen betrug in der Stichwahl 23.643. Die Wahlbeteiligung lautete 68,2 %. Es gab 287 ungültige Stimmen.
| Kandidat            | Partei                         | Stimmen | in %   | Anmerkungen |
| ------------------- | ------------------------------ | ------- | ------ | ----------- |
| Adolf Neumann-Hofer | Lippische Liberale Volkspartei | 15.185  | 65,0 % | 0           |
| Clemens Becker      | SPD                            | 8171    | 35,0 % | 0           |